# Tripla giunzione di Mendocino

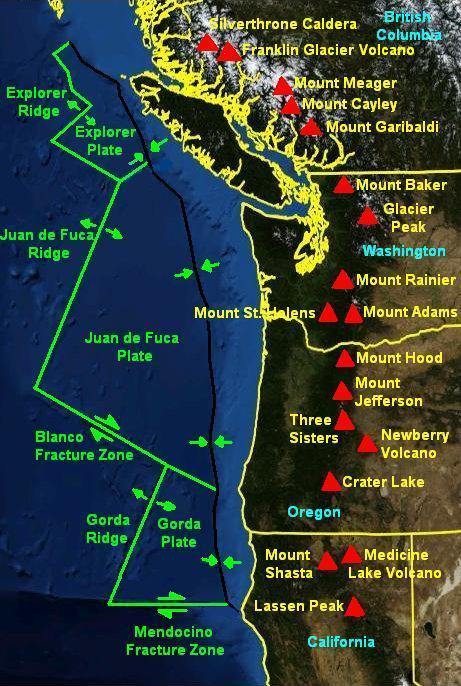
La tripla giunzione di Mendocino è situata all’estremità orientale della faglia di Mendocino, nei pressi di Capo Mendocino.

La tripla giunzione di Mendocino (MTJ) è una tripla giunzione geologica situata nella regione orientale dell’Oceano Pacifico, nei pressi di Capo Mendocino, nella parte settentrionale della California. Le tre placche tettoniche che si incontrano in questo punto sono la placca nordamericana, la placca di Gorda e la placca pacifica.
Questa tripla giunzione è il punto in cui si ha un cambiamento nei moti delle grandi placche che dominano la costa occidentale del Nord America, poiché qui si ha la congiunzione tra la convergenza della zona di subduzione della Cascadia a nord e la traslazione del sistema della Faglia di Sant'Andrea a sud. Ciò fa sì che la giunzione sia quindi di tipo F-F-T (fault-fault-trench).
La placca di Gorda sta subducendo in direzione est al di sotto della placca nordamericana ad una velocità di 2,5–3 cm/anno e simultaneamente sta divergendo obliquamente dalla placca pacifica, ad ovest, ad una velocità di 5 cm/anno. Tutto questo ha portato alla formazione di un margine trasforme lungo la faglia di Mendocino a sud e di un margine divergente, ossia la dorsale di Gorda, tra la placca pacifica e la placca di Gorda, a ovest.
A causa dei moti relativi delle diverse placche, negli ultimi 25-30 milioni di anni la tripla giunzione si è spostata verso nord e, assumendo che le placche abbiano una natura rigida, il risultato di questa migrazione risulta essere la formazione di un vuoto, chiamato “finestra dello slab”, a sud est della tripla giunzione. In questo punto, la rimozione della litosfera della subducente placca di Gorda da sotto il Nord America causa delle risalite di materiale dall’astenosfera. Ciò porta al verificarsi di diversi processi tettonici quali sollevamenti superficiali, deformazioni della crosta, un’intensa attività sismica ed anche l’estrusione di rocce vulcaniche. Tutta questa attività è oggi concentrata nell’attuale posizione della tripla giunzione, ma le tracce della migrazione di quest’ultima sono riscontrabili lungo tutta la costa californiana, a partire all’incirca dall’altezza di Los Angeles.

## Finestra dello slab e spostamento della tripla giunzione
Lo spostamento della tripla giunzione di Mendocino causa la risalita di materiale del mantello nella regione lasciata libera dalla placca di Gorda. Una volta risalito a sud della giunzione, il materiale del mantello si raffredda, si irrigidisce ed aderisce alla litosfera adiacente a cui infine si salda ed assieme a cui poi si muoverà, praticamente con un meccanismo simile a quello di un nastro trasportatore. L’accoppiamento viscoso tra la crosta inferiore ed il materiale del mantello superiore gioca un ruolo fondamentale nella conversione dei materiali del margine di accrezione in materiali simili a quelli delle crosta continentale. Tale meccanismo è in accordo con lo schema anomalo della struttura crostale riscontrato in questa regione grazie a tomografie crostali locali.

## Geolitologia
La regione è dominata da rocce formatesi tra il Mesozoico e il Cretaceo che compongono quello che è il prisma di accrezione innalzato di una zona di subduzione, chiamato Complesso Francescano. In particolare questa formazione è composta da rocce arenarie, rocce scistose, selci, metagrovacche e rocce mafiche vulcaniche, che hanno subito metamorfismo per la maggior parte nella facies a scisti blu e nella facies eclogitica.

## Regime termico
La distribuzione spaziale del flusso termico terrestre nelle vicinanze della tripla giunzione di Mendocino è simile a quella che ci si aspetterebbe di trovare in una zona di subduzione. Al di sopra dello slab (la porzione della placca già immersa nel mantello) della subducente placca di Gorda, infatti, il flusso termico varia tra 40 e 50 mW/m² mentre a sud della giunzione il flusso termico attraverso la costa della California è decisamente più alto e si aggira attorno ai 90 mW/m². La lunghezza del percorso lungo cui il flusso di calore aumenta può dare un’idea del tempo che è stato necessario allo sviluppo di una tale differenza: il flusso di calore superficiale raddoppia lungo una distanza di 200 km, il che lascia supporre che sia stato necessario un lasso di tempo di 4-5 milioni di anni. Ciò implicherebbe l’esistenza di una sorgente di tale anomalo aumento del flusso termico posta ad una profondità di 15–25 km. Naturalmente la sorgente è in questo caso identificata con la presenza di materiale astenosferico del mantello situato nella finestra dello slab. Un simile tempo di sviluppo dell’anomalia del flusso termico indica inoltre che probabilmente sopra la finestra dello slab è presente uno strato di crosta davvero sottile.

## Formazione di vulcani
La presenza di materiale astenosferico del mantello ad una profondità relativamente bassa sotto la costa occidentale del Nord America porta alla fusione di rocce e causa del magmatismo. Conseguentemente a questo, lungo la scia lasciata dallo spostamento della triplice giunzione di Mendocino vennero a formarsi diversi vulcani in sequenza. Un esempio delle formazioni vulcaniche create da queste fuoriuscite di magma poi solidificato è costituito dalle Nine Sisters, una catena di neck vulcanici che si snoda da Morro Bay a San Luis Obispo, in California.
Esiste un dibattito circa la sorgente del materiale che fluisce all’interno della finestra dello slab, in particolare se esso derivi dal mantello direttamente sottostante o dal cuneo di mantello a est. Analisi effettuate sulle rocce basaltiche eruttate associate alla tripla giunzione di Mendocino hanno mostrato che la loro composizione chimica era quella tipica di tipiche rocce fuse derivate dal cuneo di mantello; erano infatti caratterizzate da un’alta percentuale di elementi litofili a largo raggio ionico (in inglese large-ion lithophile elements) e dalla scarsità di elementi ad alta forza di campo (in inglese high-field-strength elements). In generale, i materiali fusi derivanti dal cuneo di mantello hanno una viscosità ed una temperatura inferiore rispetto a quelli provenienti dal mantello direttamente sottostante allo slab.

## Sismicità

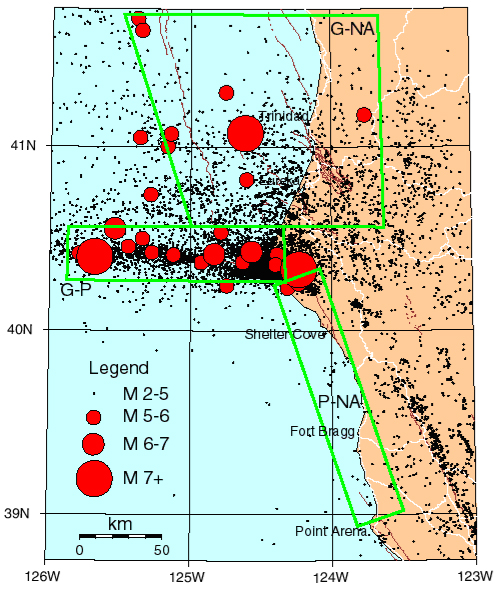
Epicentri dei terremoti nella zona della faglia trasforme di Mendocino.

La maggior parte degli eventi sismici nelle vicinanze della tripla giunzione di Mendocino avviene al largo della costa, con una concentrazione maggiore lungo la faglia trasforme di Mendocino. Eventi sismici sono comunque distribuiti all’interno di tutta la placca di Gorda, sia a causa delle sue piccole dimensioni che della sua giovane età e della relativamente sottile litosfera. La divergenza obliqua posta al confine con la placca pacifica, poi, causa una forte compressione in direzione nord-sud che porta ad una grande deformazione interna alla placca e quindi ad una elevata sismicità. Lo spostamento lungo la faglia trasforme di Mendocino è un movimento destro lungo piani verticali orientati in direzione est-ovest; all’interno della porzione di crosta Nord Americana sovrastante lo slab della placca di Gorda il movimento della faglia è di tipo inverso. Le geometrie dei vari terremoti analizzati in questa zona hanno evidenziato che lo stress principale è di tipo compressivo con direzione nord nord-ovest, il che porta quindi a pensare che sia derivante dalla compressione che la placca di Gorda subisce al confine con la placca pacifica.